# Raskrižje (Skrad)
Raskrižje je naselje u Hrvatskoj u sastavu općine Skrada. Nalazi se u Primorsko-goranskoj županiji.

## Zemljopis
Sjeverozapadno je Golik, jugozapadno su Vrh Brodski i Zakrajc Brodski, jugoistočno su Gorica Skradska i Trški Lazi, sjeveroistočno su Belski Ravan i Belo. Sjeverno je rijeka Kupa, a preko Slovenija i naselje Fara.

## Stanovništvo
| broj stanovnika | 39    | 41    | 38    | 44    | 41    | 37    | 41    | 43    | 28    | 21    | 15    | 11    | 7     | 5     | 1     |       |       |
|                 | 1857. | 1869. | 1880. | 1890. | 1900. | 1910. | 1921. | 1931. | 1948. | 1953. | 1961. | 1971. | 1981. | 1991. | 2001. | 2011. | 2021. |